# Gropanele, Dolj
Gropanele este un sat în comuna Grecești din județul Dolj, Oltenia, România. Este situat în partea de nord-vest a județului, la limita cu județul Mehedinți. Este un sat în componența comunei Grecești, așezat pe o vale,poziționat pe direcția est-vest.
 Acest articol despre o localitate din județul Dolj este deocamdată un ciot. Puteți ajuta Wikipedia prin completarea lui.